# Lista över svenska riksdagar
Detta är en kronologisk lista över svenska riksdagar, från ståndsriksdagens föregångare under medeltiden, fram till dagens enkammarriksdag. Traditionellt brukade tidigare Arboga möte i januari 1435 räknas som den första ståndsriksdagen, men detta anses numera felaktigt. I rimkrönikan Engelbrektskrönikan (nedtecknad 1436–1438) står det om vilka som kallades till mötet att ”alla skulle dit då fara: biskopar, prelater, riddare och svenner, köpstadsmän av riket mena”. Angående det möte som hölls i Arboga ett år senare (i januari 1436) avslutas en liknande fras om kallelse med ”och alla mena”. Äldre tiders forskare ansåg sig här ha funnit grunden till fyrståndsriksdagen med adel, präster, borgare och bönder. Att man numera inte räknar dessa möten som riksdagar beror på att man vid jämförelse med andra dokument från tiden har funnit att formuleringarna bara gör anspråk på att mötena skulle företräda alla innevånare i riket, men att så i själva verket inte var fallet.
Den första riktiga riksdagen ägde alltså rum först senare, men riksdagens rötter kan sökas ännu tidigare. Kungen Magnus Ladulås (regerade 1275–1290) kallade efter feodalt mönster till ”samtal” (på latin parlamentum) med de främsta företrädarna för adeln och kyrkan under så kallade ”herredagar”. Ibland kunde även representanter för städerna och bönderna kallas till sådana möten, när kungen behövde försäkra sig om deras stöd.
För att mötet verkligen ska kunna anses vara en ståndsriksdag, det vill säga att det föreligger ständerrepresentation, måste det uppfylla fyra kriterier:
1. Hela riket måste vara representerat geografiskt (alltså att det finns representanter från alla geografiska områden i riket).
2. Hela riket måste vara representerat socialt (alltså att det finns representanter från alla samhällsskikt som anses någorlunda socialt självständiga).
3. Alla grupper (stånd) på mötet måste anses vara kompetenta att yttra sig i och diskutera de frågor mötet handlar om.
4. Alla grupper (stånd) på mötet måste vara berättigade att avge sin röst vid beslut (så att det inte är de högre stånden som beslutar och de lägre bara instämmer) och varje stånds röst måste respekteras.

Det första möte, som uppfyller samtliga dessa kriterier, är riksdagen i Västerås 1527 och det var också under 1500-talet, som formerna för den verkliga ståndsriksdagen började växa fram – samtidigt som de flesta ständerförsamlingar i andra europeiska länder (med undantag för Englands parlament) alltmer började förlora sin makt till enväldiga regenter. Mötet i Arboga 1561 var också det första, där termen riksdag användes. Den ordning som växte fram under 1500- och början av 1600-talet fastställdes i Ordningen för ständernas sammanträden 1617, vanligen känd som 1617 års riksdagsordning. Denna gällde fram till 1723 och kom att styra hur stormaktstidens riksdagar bedrevs.
Efter Karl XII:s död 1718 och det kungliga enväldets fall i samband med införandet av 1720 års regeringsform infördes 1723 års riksdagsordning för att bättre spegla frihetstidens statsskick. Denna kom att gälla fram till 1809. Redan under 1600- och 1700-talet hade ståndsriksdagen börjat bli föråldrad, eftersom det växte fram flera grupper i samhället som inte ingick i något av de fyra stånden och därför inte var representerade på riksdagarna. Detta blev framförallt tydligt under 1700-talet i och med att de nyrika köpmän som gjorde sig en förmögenhet på bland annat Svenska Ostindiska Companiet tillhörde de högre skikten i samhället, men var utestängda från riksdagarna. Redan i början av 1800-talet försökte man därför reformera systemet genom att avskaffa de fyra stånden och införa en tvåkammarriksdag efter modell av det brittiska parlamentet. Man kunde dock inte enas om hur det nya systemet skulle se ut och därför blev ståndsriksdagen kvar i över ett halvsekel till vid införandet av 1810 års riksdagsordning.
Under 1800-talet blev situationen dock alltmer ohållbar och 1866 lyckades man äntligen införa Louis De Geers förslag till ny riksdagsordning, där de fyra stånden avskaffades och tvåkammarriksdagen infördes. Detta system existerade i drygt 100 år, innan det 1971 ersattes av den enkammarriksdag, som är Sveriges nuvarande parlamentssystem.
Mötenas tidslängd är inte alltid lätt att fastställa. Formellt inleddes de med att en kunglig proposition lästes upp (riksdagen ”utblåstes”), men ständerna hade oftast samlats redan före denna tidpunkt. När mötet sedan formellt avslutades (riksdagen ”avblåstes”) kunde ständernas interna överläggningar fortsätta i ytterligare några veckor. Från och med 1700-talet kan tidsangivelserna göras mer exakt, eftersom protokollen från och med då blir mer fullständiga.

## Riksdagens föregångare (till 1526)
Före 1400-talet känner man till några få herredagar och riksmöten, som har kallats till av kungarna och listan är därför ytterst ofullständig. Fram till 1700-talet var det också kungen som kallade till möte när han ansåg det nödvändigt, så de förekom mycket oregelbundet.
| Benämning | Plats                         | Inledningsdatum                        | Avslutningsdatum              | Viktiga beslut och händelser | Anmärkningar |
| --------- | ----------------------------- | -------------------------------------- | ----------------------------- | --- | --- |
| Herredag  | Alsnö hus på Adelsö i Mälaren | September 1280                         | September 1280                | 1. Förbud mot att stormän våldgästar bönder. 2. Bekräftelse på Birger jarls edsöreslagar (fridslagar). 3. Införandet av det världsliga frälset (adeln) genom beslutet att den som kan ställa upp med häst och ryttare i kungens tjänst blir befriad från skatt. 4. Förbud mot att länsherrar pålägger sina bönder andra utgifter och kräver andra prestationer än de vanliga. | Stadgan utfärdades möjligtvis den 27 september 1280, men tidpunkten för både mötet och stadgan är osäkra och olika forskare förlägger det tidigast i maj 1279 och senast i september 1281.                                                                  |
| Herredag  | Örebro                        | Mars 1308                              | Mars 1308                     | Frågor mellan kung Birger och hans bröder, hertigarna Erik och Valdemar, diskuteras, varvid en förlikning ingås. Kung Birger avstår nära 2/3 av Sverige i förläning till sina bröder. | |
| Herredag  | Uppsala                       | Juli 1319                              | Juli 1319                     | Magnus Eriksson väljs till svensk kung och överenskommelsen Frihetsbrevet sluts för att reglera hans styre. | |
| Herredag  | Örebro                        | Mars 1347                              | Mars 1347                     | Diskussion om den nya landslagen, som ska ersätta landskapslagarna och gälla för hela riket. | |
| Herredag  | Arboga                        | 13 januari 1435                        | 20 januari 1435               | Upprorsledaren Engelbrekt Engelbrektsson utses till Sveriges rikshövitsman den 13 januari. | Mötet kallades till ”um tiugandadag jula” (alltså tjugondedag jul, det vill säga den 13 januari) och ett brev om mötets resultat är daterat den 20 januari.                                                                                                 |
| Herredag  | Uppsala                       | Början av juni 1435                    | 6 juni 1435                   | Mötet föreslår att Erik av Pommern ska återinsättas som svensk kung och Engelbrekts hövitsmannaskap ska upphöra. | Ett dokument om mötet uppsattes den 6 juni. |
| Herredag  | Arboga                        | 5 januari 1436                         | 22 januari 1436               | Karl Knutsson (Bonde) väljs till svensk rikshövitsman och Engelbrekt Engelbrektsson blir omvald till samma post. De båda delar på posten fram till Engelbrekts död, den 4 maj samma år. | Mötet sattes till tolftedag jul (det vill säga den 5 januari) och rådets beslut är daterat den 22 januari. |
| Herredag  | Arboga                        | 2 mars 1438                            | Mars 1438                     | Karl Knutsson (Bonde) nedlägger sitt rikshövitsmannaskap den 6 mars. | Mötet inleddes ”söndagen näst efter fastegångstiden”. Fastegångstiden var inledningen på fastan, som var onsdagen efter fettisdagen. 1438 inföll fettisdagen den 25 februari och fastegångstiden således den 26 februari. Söndagen därefter var den 2 mars. |
| Herredag  | Stockholm                     | April 1439                             | April 1439                    | Mötet förklarade kung Eriks avsättning av Karl Knutsson (Bonde) som rikshövitsman i mars 1438 som ogiltig. | |
| Herredag  | Tälje                         | Slutet av september 1439               | September 1439                | Erik av Pommern blir för sista gången avsatt som svensk kung. | |
| Herredag  | Arboga                        | September 1440                         | Oktober 1440                  | Kristofer av Bayern väljs till svensk kung. | |
| Herredag  | Stockholm                     | Juni (senast den 20) 1448              | Juni (tidigast den 29) 1448   | Karl Knutsson (Bonde) väljs till svensk kung den 20 juni och kröns den 29 juni i Uppsala. | |
| Herredag  | Stockholm                     | 23 juni 1457                           | Juni (tidigast den 29) 1457   | Kristian I väljs till svensk kung den 23 juni och kröns den 29 juni i Uppsala. | |
| Herredag  | Stockholm                     | 1 juli 1464                            | 2 juli 1464                   | Under ett uppror och belägring av Stockholm ber man Karl Knutsson återkomma som svensk kung, vilket han gör i augusti. | |
| Herredag  | Västerås                      | 1 november 1466                        | 1 november 1466               | Man ber Karl Knutsson återkomma som svensk kung en tredje gång. | |
| Herredag  | Stockholm                     | 21 september 1467                      | 21 september 1467             | Även allmoge och köpstadsmän deltar i detta möte, där man beslutar att inte längre erkänna Kristian I som kung, utan istället inkalla Karl Knutsson (Bonde), som sedan håller sitt intåg i Stockholm 12 november. | |
| Herredag  | Arboga                        | 1 maj 1471                             | 1 maj 1471                    | Sten Sture den äldres riksföreståndarskap stadfästs, sedan han har utropat sig till denna post den 16 maj året innan (dagen efter Karl Knutssons död) och blivit vald den 1 juni samma år. | Mötet hölls ”vid valborgsmässotid”. |
| Herredag  | Strängnäs                     | Juni 1477                              | Juli 1477                     | Mötet avböjer ett erbjudande från Kristian I att åter hyllas som svensk kung. | Enligt ett bevarat dokument har magistrater från Stockholm blivit kallade till Strängnäs ”i juni”. |
| Herredag  | Linköping                     | Mars 1495                              | Mars 1495                     | Mötet ger sitt stöd till Sten Sture i det osäkra läge som har uppstått efter att kung Hans i november 1493 har slutit ett förbund med Ryssland riktat mot Sverige. | |
| Herredag  | Stockholm                     | 25 november 1497                       | 25 november 1497              | Kung Hans hyllas som svensk kung. | |
| Herredag  | Stockholm                     | Maj 1499                               | 22 juni 1499                  | Prins Kristian hyllas som svensk tronföljare den 29 maj. | |
| Herredag  | Stockholm                     | Slutet av januari (senast den 21) 1504 | 30 januari 1504               | Svante Nilsson (Sture) väljs till svensk riksföreståndare den 21 januari sedan Sten Sture den äldre har avlidit den 14 december året innan. | |
| Herredag  | Stockholm                     | Slutet av oktober 1507                 | 27 oktober 1507               | Mötet avhandlar det pågående kriget mellan Sverige och Danmark. | |
| Herredag  | Stockholm                     | September 1508                         | September 1508                | Mötet diskuterar förslaget att avsluta kriget som har framförts i mötet i Stockholm 1507. | |
| Herredag  | Strängnäs                     | Slutet av september 1511               | Början av oktober 1511        | Mötet yrkar att Svante Nilsson ska avgå som riksföreståndare, vilket dock inte blir fallet. | |
| Herredag  | Stockholm                     | Juli 1512                              | 23 juli 1512                  | Sten Sture den yngre utropas till riksföreståndare den 23 juli. | |
| Herredag  | Arboga                        | 1 januari 1517                         | Januari (tidigast den 7) 1517 | Mötet uttalar sitt stöd för riksföreståndaren Sten Sture. Man beslutar också att straffa ärkebiskopen Gustav Trolle och att riva fästningen Stäket. | |
| Herredag  | Stockholm                     | Tidigast 16 november 1517              | 23 november 1517              | Ärkebiskop Gustav Trolle blir avsatt och man beslutar att hans borg, som belägras sedan hösten 1516, ska rivas. | Ett dokument daterat 14 november 1517 är skrivet ”några dagar innan” mötet inleddes, så det började tidigast 16 november. |
| Herredag  | Arboga                        | December 1518                          | 14 december 1518              | Gustav Trolle blir avsatt som svensk ärkebiskop. | |
| Herredag  | Stockholm                     | 1 november 1520                        | 1 november 1520               | Kristian II väljs till svensk kung och efter mötet blir han krönt den 4 november. Mellan den 8 och 10 november genomförs Stockholms blodbad. | |
| Herredag  | Vadstena                      | 21 augusti 1521                        | Augusti 1521                  | Gustav Vasa väljs till svensk riksföreståndare den 21 eller 22 augusti. Han använder titeln första gången den 23 augusti. | |
| Herredag  | Strängnäs                     | 2 juni 1523                            | 7 juni 1523                   | Gustav Vasa väljs till svensk kung den 6 juni. | |
| Herredag  | Vadstena                      | 1 januari 1524                         | 7 januari 1524                | Mötet stödjer ett krigståg för att erövra Gotland. | Mötet inleddes ”vid nyårstiden” 1524 och avslutades ”en vecka senare”. |
| Herredag  | Västerås                      | 7 maj 1525                             | 13 maj 1525                   | Gustav Vasa får förnyat förtroende som regent. | Riksråden samlades den 7 maj och övriga den 14 maj. Eftersom mötet var slut den 13 maj var det alltså bara ett möte mellan kungen och riksråden, där ständerna sedan informerades om resultatet.                                                            |
| Benämning | Plats                         | Inledningsdatum                        | Avslutningsdatum              | Viktiga beslut och händelser | Anmärkningar |

## De första ståndsriksdagarna (1527–1616)
Riksdagen i Västerås 1527 är alltså det första möte som kan kallas ”riksdag” även om termen inte användes förrän 1561. Gustav Vasa inkallade inte så många riksdagar (totalt fem stycken under sina 37 regeringsår), men från och med Erik XIV:s (1560–1568) och Johan III:s (1568–1592) regeringar inkallades den desto mer, särskilt av Karl IX, både under hans riksföreståndartid under Sigismunds regering (1592–1599) och under hans egen (riksföreståndare 1599–1604 och kung 1604–1611), samt även under Gustav II Adolfs (1611–1632). Det förfaringssätt som växte fram under Vasatidens riksdagar under Gustav Vasa, med hur ständerna skulle sammanträda och hur mötena skulle bedrivas, kom sedan att formaliseras 1617.
| Benämning | Plats                 | Inledningsdatum          | Avslutningsdatum            | Viktiga beslut och händelser | Anmärkningar |
| --------- | --------------------- | ------------------------ | --------------------------- | --- | --- |
| Riksdag   | Västerås              | 16 juni 1527             | 22 juni 1527                | Resultatet av riksdagen blir den så kallade Västerås recess, som stadgar följande: 1. Alla ständer ska hjälpas åt att ”straffa dem som åstadkommer oro i landet” (nedslå det pågående daljunkerns uppror). 2. Kyrkans inkomster dras in till kronan (kungen) och kyrkans maktställning i Sverige bryts. Klostren ska styras och försörjas av adelsmännen, medan kronan ska ta över även deras inkomster. 3. Adeln ska återfå allt gods den har donerat till kyrkan sedan 1454. 4. Guds ord ska "renliga predikas" i kyrkan. | Detta är alltså det första möte, som kan kallas ”riksdag”. Tidigare har den felaktigt kallats ”Reformationsriksdagen”, eftersom man ansåg, att det var på detta möte som reformationen infördes i Sverige. Vad som sker är att kyrkans makt bryts, men det sägs inte ett ord om att avskaffa katolicismen. |
| Riksdag   | Strängnäs             | 17 juni 1529             | 21 juni 1529                | De ansvariga för Västgötaherrarnas uppror döms. Västerås recess stadfästs. | |
| Riksdag   | Västerås              | 6 januari 1544           | 13 januari 1544             | Sverige blir arvkungadöme genom Västerås arvförening, som säger att regent inte längre ska väljas, utan kronan ska ärvas av kungens äldste son. Det tidigare beslutet om att Svenska kyrkan skulle vara evangelisk bekräftades | |
| Riksdag   | Strängnäs             | 25 januari 1547          | 26 eller 27 januari 1547    | Ett krav från Kristian IIs att få ekonomisk kompensation för att de avsäga sig anspråk på Sveriges tron avvisades | |
| Riksdag   | Stockholm             | 16 juni 1560             | 30 juni 1560                | Arvföreningen bekräftas. Bestämmelserna i Gustav Vasas testamente lovas att hållas. | |
| Riksdag   | Arboga                | 13 april 1561            | 16 eller 17 april 1561      | Kung Erik XIV inför Arboga artiklar, som begränsar hans bröders makt i deras hertigdömen. | |
| Riksdag   | Strängnäs & Stockholm | 29 juni 1562             | Juli (tidigast den 7) 1562  | Riksdagen behandlade villkoren för rusttjänst. | Det är osäkert om något möte har ägt rum i Strängnäs. Mötet kallades till att inledas i denna stad ”vid Pedersmäss” (29 juni), men kort efter den 22 juni beslutade Erik XIV att det skulle flyttas till Stockholm. Förhandlingar med prästerna inleddes den 7 juli och kan ha blivit klara samma dag.     |
| Riksdag   | Stockholm             | 5 juni 1563              | 7 juni 1563                 | Erik XIV låter döma sin bror, hertig Johan av Finland, till döden. | |
| Riksdag   | Uppsala               | 29 januari 1564          | 31 januari 1564             | Nordiska sjuårskriget var huvudfråga | |
| Riksdag   | Stockholm             | 10 mars 1566             | 11 mars 1566                | Nordiska sjuårskriget var huvudfråga | |
| Riksdag   | Stockholm & Uppsala   | 1 maj 1567               | Maj (efter den 24) 1567     | Riksdagen huvudpunkt var en rannsakning mot medlemmar av högadeln som var del av, eller misttänktes av lojala mot, Sturarna. Den 19 maj öppnade Erik XIV riksdagen i ett tydligt förvirrat tillstånd. Den 24 maj genomförde så Erik de så kallade Sturemorden. | |
| Riksdag   | Stockholm             | 22 januari 1569          | 26 januari 1569             | Erik XIV förlorar rätten till kronan och döms till att under resten av sitt liv förbli i fängsligt förvar. Johan väljs den 26 januari till svensk kung med namnet Johan III. | |
| Riksdag   | Stockholm             | 17 januari 1571          | 25 januari 1571             | Beslut om hur skatten för att betala Älvsborgs lösen skulle erläggas | |
| Riksdag   | Stockholm             | 24 juni 1573             | 29 juni 1573                | Kyrkoordningen antagen vid kyrkomötet i Uppsala i mars året innan diskuterades | |
| Riksdag   | Stockholm             | 7 juni 1574              | 7 juni 1574                 | På mötet fastställdes ett antal mindre förhållningsregler rörande gudstjänsten. | |
| Riksdag   | Stockholm             | 1 februari 1577          | 18 februari 1577            | På mötet godkändes den nya liturgin. | |
| Riksdag   | Stockholm             | 13 eller 16 januari 1582 | 26 januari 1582             | På mötet stadfästes kyrkoordinantian 1575. Samtidigt antogs ett ändrat innehåll i arvföreningen, Arboga artiklar | |
| Riksdag   | Vadstena              | 2 februari 1587          | 18 februari 1587            | De olika uppfattningarna om den nya liturgin hänsköts till ett kommande kyrkomöte. Hertig Karls makt att förbigå rikets allmänna bestämmelser inom sitt hertigdöme begränsades | |
| Riksdag   | Stockholm             | mars 1590                | 7 mars 1590                 | En förändrad arvföljdslag antogs som även tillät en kungadotter att ärva tronen | |
| Riksdag   | Stockholm & Uppsala   | 1 februari 1594          | 21 februari 1594            | Sigismund kröns i Uppsala den 19 februari, efter att lovat följa Uppsala mötes beslut från året innan om att Sverige ska vara ett protestantiskt rike (trots att han själv är katolik). | |
| Riksdag   | Söderköping           | 4 oktober 1595           | 22 oktober 1595             | Sigismunds farbror, hertig Karl, bekräftas som svensk riksföreståndare och katolsk gudstjänst blir förbjuden i Sverige. | |
| Riksdag   | Stockholm             | 4 oktober 1596           | 2 november 1596             | Ansvarsfördelningen mellan Karl och riksrådet diskuterades och vikten av att regeringen skedde i former som hade stöd i riksdagen. | |
| Riksdag   | Arboga                | 20 februari 1597         | 5 mars 1597                 | Riksdagen krävde efterlevnad i ansvarsfrågan i enlighet med beslutet i Söderköpings riksdag, vilket Sigismund vänt sig emot | |
| Riksdag   | Stockholm             | 1 juli 1599              | 24 juli 1599                | Sigismund blir formellt avsatt som svensk kung. Hertig Karl tar helt över styret som riksföreståndare. | |
| Riksdag   | Linköping             | 24 februari 1600         | 19 mars 1600                | Fem höga rådsherrar, som har stött Sigismund i kampen mellan honom och hertig Karl, döms till döden och avrättas i Linköpings blodbad. | |
| Riksdag   | Stockholm             | Maj 1602                 | 17 juni 1602                | Nya rådsmedlemmar förelogs. Frågan om Sveriges lag och kungens domsrätt diskuterades | |
| Riksdag   | Norrköping            | Februari 1604            | Mars (tidigast den 22) 1604 | Hertig Karl erkänns som svensk kung med namnet Karl IX den 22 mars. | |
| Riksdag   | Stockholm             | April 1605               | April 1605                  | En formell uppsägning av Sigismund som kung utfärdades | |
| Riksdag   | Stockholm & Uppsala   | 23 februari 1607         | 18 mars 1607                | Karl IX kröns den 15 mars. | |
| Riksdag   | Stockholm             | Slutet av juli 1609      | 15 augusti 1609             | En ny kyrko- och kungabalk diskuteras men antogs ej | |
| Riksdag   | Örebro                | 1 december 1610          | 23 december 1610            | Den 16-årige kronprinsen Gustav (II) Adolf framträder för första gången i rikspolitiken. | |
| Riksdag   | Nyköping              | 10 december 1611         | 1 januari 1612              | Gustav II Adolf antas som kung och blir myndighetsförklarad, fast bara vara 18 år, så han kan leda landet | |
| Riksdag   | Stockholm             | 6 november 1612          | 24 november 1612            | ständerna beviljade de skatter som var nödvändiga för de pågående krigen med Ryssland och Danmark | |
| Riksdag   | Örebro                | 14 januari 1614          | 5 februari 1614             | Ny rättegångsordning antas och föregångaren till Svea hovrätt inrättas som en högsta domstol. | |
| Riksdag   | Helsingfors           | 22 januari 1616          | 3 februari 1616             | | Den enda riksdagen i Helsingfors och i hela den östra rikshalvan (Finland). |
| Benämning | Plats                 | Inledningsdatum          | Avslutningsdatum            | Viktiga beslut och händelser | Anmärkningar |

## Stormaktstidens riksdagar (1617–1722)
Den 24 januari 1617 antogs 1617 års riksdagsordning, som kom att bestämma formerna för 1600- och det tidiga 1700-talets riksdagar. Eftersom kampen mellan kung och adel under 1500-talet hade avslutats och formaliserat maktförhållandet mellan dem kom riksdagen att bli ett instrument för dem båda, där både kungen och adeln använde den för att få igenom sina krav och önskemål, genom att söka stöd hos de övriga stånden. Riksdagen inkallades fortfarande när regenten fann lämpligt och därför kom riksdagarna att bli färre under slutet av 1600-talet och början av 1700-talet, dels på grund av införandet av det kungliga enväldet, dels på grund av stora nordiska kriget (1700–1721).
Från och med 1627 finns riksdagsprotokoll utgivna i tryck, där inlednings- och avslutningsdatum anges. När riksdagen inleddes benämndes det att den ”utblåstes” och när den avslutades benämndes det att den ”avblåstes”. Dessa benämningar kom att leva kvar till införandet av tvåkammarriksdagen 1866.
Enligt riksdagsordningen skulle riksdagarna utblåsas genom att man antecknade namnen på de närvarande riksdagsmännen, vilket kan liknas vid att fastställa röstlängden. Huvudmannen för varje adelsätt, som var introducerad på Riddarhuset, var självskriven som riksdagsman för adeln, men alla kom inte på varje riksdag, utan kunde ge andra adelsmän fullmakt att rösta för dem. För prästerna gällde att alla biskopar och superintendenter var självskrivna, medan kyrkoherdar och kaplaner var valbara. Inom borgarståndet var det ”rätta borgare”, det vill säga sådana som ägde burskap och magistratspersoner, valbara, medan skattebönder (som ägde och brukade sin egen jord) och kronobönder (som brukade kronans [statens] jord) var valbara inom bondeståndet. Frälsebönder (som brukade adelns jord) var inte valbara som riksdagsmän, då de ansågs representerade av den adelsman som ägde deras jord.
| Benämning | Plats                | Inledningsdatum     | Avslutningsdatum     | Viktiga beslut och händelser | Anmärkningar |
| --------- | -------------------- | ------------------- | -------------------- | --- | --- |
| Riksdag   | Örebro               | 20 januari 1617     | 28 februari 1617     | Ny riksdagsordning fastställs och Örebro stadga, som fullständigt förbjuder katolicismen, antas. | |
| Riksdag   | Stockholm & Uppsala  | 26 augusti 1617     | 12 oktober 1617      | Gustav II Adolf kröns. | |
| Riksdag   | Stockholm            | Juni 1621           | 23 juni 1621         | | Riksdagen avblåstes ”vid midsommartid”. |
| Riksdag   | Stockholm            | April 1622          | April 1622           | | |
| Riksdag   | Stockholm            | Början av mars 1624 | Början av april 1624 | | |
| Riksdag   | Stockholm            | 10 mars 1625        | 2 april 1625         | | |
| Riksdag   | Stockholm            | 22 januari 1627     | 15 februari 1627     | | Adeln församlades redan den 17 januari. |
| Riksdag   | Stockholm            | 13 december 1627    | 14 januari 1628      | | Adeln församlades redan den 11 december. |
| Riksdag   | Stockholm            | 12 juni 1629        | 30 juni 1629         | | |
| Riksdag   | Stockholm            | 3 maj 1630          | 20 maj 1630          | Gustav II Adolf tar avsked av ständerna, för att med armén bege sig ner till Tyskland, sedan man har beslutat, att Sverige ska ge sig in i trettioåriga kriget.                                                            | |
| Riksdag   | Stockholm            | 25 maj 1631         | 8 juni 1631          | | |
| Riksdag   | Stockholm            | 9 februari 1632     | 21 februari 1632     | | |
| Riksdag   | Stockholm            | 8 november 1632     | 22 november 1632     | | |
| Riksdag   | Stockholm            | 11 februari 1633    | 16 mars 1633         | Kristina utses till tronföljare och en förmyndarregering tillsätts | |
| Riksdag   | Nyköping & Stockholm | 1 juli 1634         | 3 augusti 1634       | En ny regeringsform antas. | |
| Riksdag   | Stockholm            | 17 oktober 1635     | 20 november 1635     | | Det finns en notis om att namnen på de deltagande riksdagsmännen skulle antecknas den 17 oktober, men sedan finns en ny notis om att det skulle ske på nytt den 22.                                                                                         |
| Riksdag   | Stockholm            | 1 juni 1636         | 18 juli 1636         | | |
| Riksdag   | Stockholm            | 17 januari 1638     | 3 mars 1638          | | |
| Riksdag   | Nyköping             | 15 januari 1640     | 20 februari 1640     | | |
| Riksdag   | Stockholm            | 11 januari 1642     | 3 mars 1642          | | |
| Riksdag   | Stockholm            | 10 oktober 1643     | 28 november 1643     | Man beslutar att förklara krig mot Danmark. | Den sista anteckningen från riksdagen är daterad den 28 november, men adeln ombads stanna kvar ytterligare några dagar. Det blev inte något mer möte med adeln, men en anteckning gjordes om att riksdagen avslutades ”uthi begynnelssen på Decemb. Månad”. |
| Riksdag   | Stockholm            | 8 oktober 1644      | 19 december 1644     | Drottning Kristina förklaras myndig vid 18 års ålder. | |
| Riksdag   | Stockholm            | 13 januari 1647     | 27 mars 1647         | | |
| Riksdag   | Stockholm            | 16 januari 1649     | 22 mars 1649         | | |
| Riksdag   | Stockholm            | 28 juni 1650        | 8 november 1650      | Drottning Kristina kröns den 20 oktober. | |
| Riksdag   | Stockholm            | 11 oktober 1652     | 27 december 1652     | | |
| Riksdag   | Uppsala              | 6 maj 1654          | 21 juni 1654         | Drottning Kristina abdikerar den 6 juni. Samma dag tillträder och kröns hennes kusin Karl X Gustav till svensk kung. | |
| Riksdag   | Stockholm            | 2 mars 1655         | 28 juni 1655         | Man beslutar att genomföra den så kallade ”fjärdepartsräfsten”, en första början till reduktion av adelns godsinnehav. | Denna reduktion kommer emellertid inte att fungera och rinner ut i sanden. |
| Riksdag   | Göteborg             | 4 januari 1660      | 6 mars 1660          | Karl X Gustav avlider i lunginflammation den 13 februari. Den fyraårige Karl XI:s förmyndarregering tillträder och man börjar fundera på att sluta fred med Sveriges fiender.                                              | |
| Riksdag   | Stockholm            | 26 september 1660   | 28 november 1660     | | |
| Riksdag   | Stockholm            | 9 maj 1664          | 3 september 1664     | | |
| Riksdag   | Stockholm            | 9 juni 1668         | 1 oktober 1668       | | |
| Riksdag   | Stockholm            | 6 september 1672    | 20 december 1672     | | |
| Riksdag   | Uppsala              | 20 augusti 1675     | 2 oktober 1675       | Karl XI kröns den 28 september. | |
| Riksdag   | Halmstad             | 3 februari 1678     | 1 mars 1678          | | Den enda riksdagen i Halmstad. |
| Riksdag   | Stockholm            | 1 oktober 1680      | 10 december 1680     | Ett fungerande förslag till reduktion av adelns gods antas. Karl XI blir enväldig svensk kung. | |
| Riksdag   | Stockholm            | 2 oktober 1682      | 6 januari 1683       | Kungen (Karl XI) får all lagstiftande makt och tar över hela ansvaret för reduktionen. Därmed ökas det kungliga enväldet ytterligare.                                                                                      | |
| Riksdag   | Stockholm            | 10 september 1686   | 8 november 1686      | | |
| Riksdag   | Stockholm            | 4 februari 1689     | 9 mars 1689          | | |
| Riksdag   | Stockholm            | 31 oktober 1693     | 23 november 1693     | | |
| Riksdag   | Stockholm            | 3 november 1697     | 4 december 1697      | Den endast 15-årige Karl XII förklaras myndig den 8 november och tar över styret av landet som enväldig kung. Han kröns den 14 december.                                                                                   | |
| Riksdag   | Stockholm            | 10 mars 1710        | 4 april 1710         | Riksrådet utlyser på initiativ av Fabian Wrede och Arvid Horn en riksdag (utskottsmöte) i konungens frånvaro för att diskutera rikets finanser.                                                                            | |
| Riksdag   | Stockholm            | 14 december 1713    | 11 juni 1714         | Efter kalabaliken i Bender och kapitulationen i Tönningen sammankallade rådet ånyo en riksdag för att diskutera de allvarliga hoten mot rikets säkerhet.                                                                   | |
| Riksdag   | Stockholm            | 20 januari 1719     | 1 juni 1719          | En ny regeringsform antas. Det kungliga enväldet avskaffas och begreppet ”grundlag” införs för första gången. Riksdagen ska sammanträda vart tredje år. Ulrika Eleonora kröns till regerande svensk drottning den 17 mars. | Regeringsformen revideras året därpå. |
| Riksdag   | Stockholm            | 16 januari 1720     | 12 juli 1720         | Ytterligare en ny regeringsform antas, vilken inskränker monarkens makt än mer. Ulrika Eleonora abdikerar den 29 februari och hennes make Fredrik I tillträder (den 24 mars) och kröns (den 3 maj) till svensk kung.       | |
| Benämning | Plats                | Inledningsdatum     | Avslutningsdatum     | Viktiga beslut och händelser | Anmärkningar |

## Frihetstidens riksdagar (1723–1772)
Efter Karl XII:s död 1718 och slutet på stora nordiska kriget 1721 tog stormaktstiden slut och det kungliga enväldet föll genom införandet av ny regeringsform och riksdagsordning. Därmed kom det följande halvseklet att kallas Frihetstiden (då landet åtnjöt frihet från kungligt envälde). Eftersom kungamakten starkt begränsades och kungen hade nästan lika lite att säga till om som idag kom riksdagen att få mycket större makt än den haft under det föregående karolinska enväldet och vad den fick under det efterföljande gustavianska.
Under denna tid uppträdde också de första partierna i svensk politik, vilka benämndes Hattarna och Mössorna och blev de politiska grupperingar som kämpade i riksdagen tills de förbjöds av Gustav III 1772.
Eftersom riksdagarna nu inte skulle inkallas enbart när regenten bestämde det, utan regelbundet (vart femte år enligt 1723 års riksdagsordning) infördes också benämningarna ”lagtima” och ”urtima riksdag”. Lagtima var de riksdagar som sammankallades enligt riksdagsordningens fastställda regelbundenhet (det vill säga vart femte år, även om det ibland blev tätare) och urtima var de som extrainkallades utöver de lagtima, när man ansåg att situationen krävde det, då riket befann sig i ett särskilt svårt läge.
| Benämning      | Plats                  | Inledningsdatum   | Avslutningsdatum  | Viktiga beslut och händelser | Anmärkningar                                                                          |
| -------------- | ---------------------- | ----------------- | ----------------- | --- | ------------------------------------------------------------------------------------- |
| Riksdag        | Gävle                  | 17 januari 1723   | 23 oktober 1723   | En ny riksdagsordning antas i frihetstida anda, varmed majoritetsbeslut införs. I denna stadgas också att riksdagen ska inkallas vart femte år. |                                                                                       |
| Riksdag        | Stockholm              | 6 september 1726  | 9 augusti 1727    | |                                                                                       |
| Riksdag        | Stockholm              | 19 januari 1731   | 22 juni 1731      | |                                                                                       |
| Riksdag        | Stockholm              | 14 maj 1734       | 17 december 1734  | En ny svensk lagbok antas, vilken träder i kraft 1736. Den ersätter Kristofers landslag från 1442 och Magnus Erikssons stadslag från 1350, vilka dittills har varit de gällande lagböckerna.                                                                      |                                                                                       |
| Riksdag        | Stockholm              | 13 maj 1738       | 26 april 1739     | Mösspolitikern Arvid Horn tvingas avgå som kanslipresident den 18 december och efterträds av hattpolitikern Carl Gyllenborg. |                                                                                       |
| Riksdag        | Stockholm              | 4 december 1740   | 22 augusti 1741   | Man beslutar att inleda krig mot Ryssland. |                                                                                       |
| Urtima riksdag | Stockholm              | 20 augusti 1742   | 16 september 1743 | Freden i Åbo sluts med Ryssland. Adolf Fredrik väljs till svensk tronföljare, vilket leder till utbrottet av bondeupproret stora daldansen. | Urtima riksdag med anledning av nederlaget i det ryska kriget.                        |
| Riksdag        | Stockholm              | 15 september 1746 | 16 december 1747  | |                                                                                       |
| Riksdag        | Stockholm              | 16 september 1751 | 8 juni 1752       | Adolf Fredrik kröns den 26 november. |                                                                                       |
| Riksdag        | Stockholm              | 13 oktober 1755   | 20 november 1756  | |                                                                                       |
| Riksdag        | Stockholm              | 15 oktober 1760   | 26 juni 1762      | |                                                                                       |
| Riksdag        | Stockholm              | 15 januari 1765   | 20 oktober 1766   | Världens första tryckfrihetsförordning antas. | Förordningen upphör att gälla redan sex år senare, då den nya regeringsformen införs. |
| Riksdag        | Norrköping & Stockholm | 19 april 1769     | 5 februari 1770   | |                                                                                       |
| Riksdag        | Stockholm              | 13 juni 1771      | 21 augusti 1772   | Gustav III kröns den 29 maj 1772. Den 19 augusti genomför han en statskupp i Stockholm och den 21 augusti antas hans nya hans nya regeringsform, där monarken får väsentligt utökad makt, vilket gör slut på frihetstidens partistrider mellan hattar och mössor. |                                                                                       |
| Benämning      | Plats                  | Inledningsdatum   | Avslutningsdatum  | Viktiga beslut och händelser | Anmärkningar                                                                          |

## Gustavianska tidens riksdagar (1773–1808)
När frihetstiden i och med Gustav III:s nya regeringsform tog slut blev riksdagens makt kraftigt beskuren, eftersom kungen nu fick starkt utökad makt (han blev nästan enväldig på samma sätt som under de karolinska kungarna). Visserligen behölls 1723 års riksdagsordning, men den förändrades på en del punkter, bland annat vad gällde frekvensen på inkallandet. Det ändrades från ”vart femte år” till ”när konungen så finner lämpligt” och under den gustavianska tiden kom riksdagen bara att inkallas inalles fem gånger (under Gustav IV Adolfs regeringstid endast en gång).
| Benämning | Plats      | Inledningsdatum | Avslutningsdatum | Viktiga beslut och händelser | Anmärkningar |
| --------- | ---------- | --------------- | ---------------- | --- | --- |
| Riksdag   | Stockholm  | 19 oktober 1778 | 26 januari 1779  | 1. Barnamordsplakatet införs, som skyddar ogifta mödrar. 2. Mildrande av straff där dödsstraff tas bort i många fall. 3. Viss religionsfrihet för katoliker och judar infördes, vilket ledde till toleransediktet och judereglementet. | 1. Riksdagen och de fyra stånden står som faddrar till Gustav IV Adolf som föddes under riksdagen. |
| Riksdag   | Stockholm  | 1 maj 1786      | 23 juni 1786     | 1. Beslut om inrättade av sädesmagasin för att motverka framtida hungersnöd, den så kallade Allmänna magasinsinrättningen. | 1. Alla utom en av kungens propositioner röstades ned, däribland den om passevolansen samt om en mildring från dödsstraff vid barnamord. 2. Kungen kallade inte krigsbefälet till riksdagen, och dessa återkom aldrig mer. |
| Riksdag   | Stockholm  | 26 januari 1789 | 28 april 1789    | Förenings- och säkerhetsakten införs vilket betyder innebär att: 1. Kungen får börja krig och sluta fred utan samråd med riksdagen 2. Riksrådet avskaffas - istället tillsätter kungen de antal han anser behövs. Man införd Rikets allmänna ärendens beredning. 3. Högsta domstolen inrättas, där hälften av ledamöterna skall vara ofrälse 4. Riksgäldskontoret inrättas för att hantera den stora statsskuld som uppkommit på grund av det pågående ryska kriget 5. De flesta ämbeten i riket kan i framtiden besättas med ofrälse personer 6. Bönder ges rätt att köpa kronojord (Ett lika fritt folk bör äga lika rätt att besitta och förvärva jord i deras gemensamma fädernesland) 7. Bönder får nu rätt att jaga på egen mark (det har inte varit tillåtet sedan medeltiden) | |
| Riksdag   | Gävle      | 23 januari 1792 | 24 februari 1792 | Gustav III gör ytterligare begränsningar av adelns makt. | På grund av inskränkningarna leder en adelssammansvärjning till att Gustav III blir skjuten på operan den 16 mars och avlider av detta den 29 mars.                                                                        |
| Riksdag   | Norrköping | 10 mars 1800    | 14 juni 1800     | Gustav IV Adolf kröns den 3 april. Adelns opposition mot kungamakten visar sig på så vis att fem adelsmän avsäger sig sitt adelskap. | Den enda riksdagen under Gustav IV Adolfs regeringstid. Att den inte hölls i Stockholm berodde på att läget ansågs för politiskt osäkert där.                                                                              |
| Benämning | Plats      | Inledningsdatum | Avslutningsdatum | Viktiga beslut och händelser | Anmärkningar |

## De sista ståndsriksdagarna (1809–1866)
Sedan Gustav IV Adolf hade blivit arresterad (13 mars) och abdikerat (29 mars) 1809 inkallades en riksdag som formellt avsatte honom (10 maj) och där man dels införde en ny riksdagsordning som avskaffade det gustavianska enväldet, dels valde den avsatte kungens farbror hertig Karl till ny kung med namnet Karl XIII. Han valdes dock först sedan han hade godkänt den nya riksdagsordningen, som införde den tredelning av makten mellan lagstiftande, verkställande och dömande makt, som hade spridits genom den nyligen avslutade franska revolutionen. Under 1700-talet hade det mer och mer stått klart att den medeltida ståndsriksdagen var föråldrad, då det hade uppstått stora grupper i samhället som saknade riksdagsrepresentation, men på grund av de konservativas motstånd mot en reform och att man inte kunde enas om hur en sådan skulle se ut kom ståndsriksdagen att bli kvar i ytterligare ett halvsekel, fram till 1866.
Eftersom riksdagarna enligt 1809 års riksdagsordning skulle sammanträda vart femte år (1844 ändrat till vart tredje år) återinfördes nu begreppen ”lagtima” och ”urtima riksdag”.
| Benämning      | Plats     | Inledningsdatum  | Avslutningsdatum | Viktiga beslut och händelser | Anmärkningar                                                                                         |
| -------------- | --------- | ---------------- | ---------------- | --- | --- |
| Riksdag        | Stockholm | 1 maj 1809       | 2 maj 1810       | Sedan Gustav IV Adolf har blivit arresterad den 13 mars och abdikerat den 29 mars blir han formellt avsatt den 10 maj. Karl XIII väljs till ny kung den 6 juni, sedan han har godkänt den nya svenska regeringsformen, som införs samma dag. Under denna riksdag införs även en ny riksdagsordning. Den danske prinsen Christian August väljs till ny svensk tronföljare. | Christian August (som i Sverige får namnet Karl August) avlider av slaganfall redan den 28 maj 1810. |
| Urtima riksdag | Örebro    | 23 juli 1810     | 13 november 1810 | Den franske marskalken Jean Baptiste Bernadotte väljs till ny svensk tronföljare sedan Karl August har avlidit. Man beslutar att förklara krig mot Storbritannien efter påtryckningar från Napoleons Frankrike. | |
| Urtima riksdag | Örebro    | 13 april 1812    | 18 augusti 1812  | Sverige sluter fred med Storbritannien den 18 juli. Samma dag sluter Storbritannien fred med Ryssland (även detta i Örebro). Det första fröet till svensk värnplikt (beväringsinrättningen) antas. | Den sista riksdagen utanför Stockholm.                                                               |
| Riksdag        | Stockholm | 27 februari 1815 | 9 augusti 1815   | | |
| Urtima riksdag | Stockholm | 20 november 1817 | 21 juli 1818     | Karl XIV Johan, som efterträder Karl XIII som svensk kung den 5 februari 1818, kröns den 11 maj. | |
| Riksdag        | Stockholm | 15 januari 1823  | 22 december 1823 | Universiteten och Vetenskapsakademien blir representerade i prästeståndet. | |
| Riksdag        | Stockholm | 4 november 1828  | 19 mars 1830     | Bruksägare blir representerade i borgarståndet. | |
| Urtima riksdag | Stockholm | 15 januari 1834  | 27 maj 1835      | Frälsehemmansägare blir representerade i bondeståndet. | |
| Riksdag        | Stockholm | 14 januari 1840  | 16 juni 1841     | Departementalreformen genomförs, varigenom föregångarna till flera av dagens svenska ministerposter införs. | |
| Urtima riksdag | Stockholm | 11 juli 1844     | 24 maj 1845      | Oscar I, som har efterträtt Karl XIV Johan den 8 mars 1844, kröns den 28 september samma år. Säteriägare blir representerade i bondeståndet. Inkallelsefrekvensen ändras från vart femte till vart tredje år. | Den sista urtima ståndsriksdagen.                                                                    |
| Riksdag        | Stockholm | 15 november 1847 | 24 oktober 1848  | Marsoroligheterna äger rum den 18–19 mars, varunder upprorsstämning råder i Stockholm och krav på republik framförs. Efter att folkmassor har vandaliserat i staden slås oroligheterna ner av militär den 19 mars. | |
| Riksdag        | Stockholm | 15 november 1850 | 4 september 1851 | | |
| Riksdag        | Stockholm | 15 november 1853 | 5 december 1854  | | |
| Riksdag        | Stockholm | 15 oktober 1856  | 10 mars 1858     | Andra stadsinvånare än borgare får valrätt och blir valbara. | |
| Riksdag        | Stockholm | 15 oktober 1859  | 30 oktober 1860  | Karl XV, som har efterträtt Oscar I den 8 juli 1859, kröns den 3 maj 1860. | |
| Riksdag        | Stockholm | 15 oktober 1862  | 8 december 1863  | Bondeståndet öppnas för ofrälse jordägare som tidigare varit ämbetsmän eller tillhört andra stånd. | |
| Riksdag        | Stockholm | 16 oktober 1865  | 22 juni 1866     | Ståndsriksdagen upplöses, ständerna avskaffas och tvåkammarriksdagen införs genom representationsreformen. | Den nya riksdagen sammanträder för första gången i januari 1867.                                     |
| Benämning      | Plats     | Inledningsdatum  | Avslutningsdatum | Viktiga beslut och händelser | Anmärkningar                                                                                         |

## Tvåkammarriksdagen (1867–1970)
Den nya riksdagsordningen utfärdades den 22 juni 1866 och samma dag upplöstes den sista ståndsriksdagen. I den nya ordningen stadgades att riksdagen nu skulle sammanträda varje år och att den alltid skulle inledas den 15 januari, om inte detta datum föll på en söndag, då den istället skulle inledas den 16. Från och med 1919 ändrades datumet till den 10 januari (den 11 om det inföll på en söndag). Riksdagens högtidliga öppnande kunde dock hållas någon eller några dagar senare. Riksdagen varade sedan vanligtvis till någon gång i maj, men kunde avslutas så tidigt som i april eller så sent som i juni eller juli. Eftersom man vanligtvis alltså inte sammanträdde under årets andra halva kunde man därmed fortfarande inkalla till urtima riksdag, om man ansåg att situationen krävde det.
Nu infördes också begreppen A- och B-riksdag. Om det hölls nyval under den pågående riksdagssessionen skulle riksdagen upplösas och sammanträda på nytt, med den nya sammansättning den hade fått efter valet. Då benämndes den reguljära riksdagen det året A-riksdag och den extrainsatta B-riksdag.
Med anledning av andra världskrigets utbrott 1939 och framförallt på grund av finska vinterkriget 1939–1940 samt den tyska ockupationen av Danmark och Norge den 9 april 1940 bedrevs riksdagsarbetet kontinuerligt från hösten 1939 till årsskiftet 1940/1941 med flera urtima riksdagar. Därför blev det så att man från och med 1941 började bedriva riksdagsarbete både på våren och hösten och detta benämndes då ”vårsessionen” och ”höstsessionen”, med två undantag. Hösten 1942 benämndes det ”Förhandlingar efter vårsessionens avslutande” och 1947 hölls ingen höstsession, så då benämndes det bara ”riksdag”. Höstsessionen hölls vanligtvis från mitten av oktober till mitten av december.
Den sista tvåkammarriksdagen upplöstes den 16 december 1970, varefter den första enkammarriksdagen sammanträdde den 11 januari 1971.
| Benämning                                    | Inledningsdatum   | Avslutningsdatum | Viktiga beslut och händelser | Anmärkningar |
| -------------------------------------------- | ----------------- | ---------------- | ---------------------------- | ------------ |
| Riksdag                                      | 15 januari 1867   | 16 maj 1867      |                              |              |
| Riksdag                                      | 15 januari 1868   | 16 maj 1868      |                              |              |
| Riksdag                                      | 15 januari 1869   | 15 maj 1869      |                              |              |
| Riksdag                                      | 15 januari 1870   | 14 maj 1870      |                              |              |
| Lagtima riksdag                              | 16 januari 1871   | 20 maj 1871      |                              |              |
| Urtima riksdag                               | 11 september 1871 | 7 oktober 1871   |                              |              |
| Riksdag                                      | 15 januari 1872   | 16 maj 1872      |                              |              |
| Riksdag                                      | 15 januari 1873   | 26 maj 1873      |                              |              |
| Riksdag                                      | 15 januari 1874   | 22 maj 1874      |                              |              |
| Riksdag                                      | 15 januari 1875   | 26 maj 1875      |                              |              |
| Riksdag                                      | 15 januari 1876   | 17 maj 1876      |                              |              |
| Riksdag                                      | 15 januari 1877   | 25 maj 1877      |                              |              |
| Riksdag                                      | 15 januari 1878   | 25 maj 1878      |                              |              |
| Riksdag                                      | 15 januari 1879   | 21 maj 1879      |                              |              |
| Riksdag                                      | 15 januari 1880   | 15 maj 1880      |                              |              |
| Riksdag                                      | 15 januari 1881   | 29 april 1881    |                              |              |
| Riksdag                                      | 16 januari 1882   | 22 maj 1882      |                              |              |
| Riksdag                                      | 15 januari 1883   | 14 juni 1883     |                              |              |
| Riksdag                                      | 15 januari 1884   | 15 maj 1884      |                              |              |
| Riksdag                                      | 15 januari 1885   | 22 maj 1885      |                              |              |
| Riksdag                                      | 15 januari 1886   | 18 maj 1886      |                              |              |
| A-riksdag                                    | 15 januari 1887   | 5 mars 1887      |                              |              |
| B-riksdag                                    | 2 maj 1887        | 9 juli 1887      |                              |              |
| Riksdag                                      | 16 januari 1888   | 16 maj 1888      |                              |              |
| Riksdag                                      | 15 januari 1889   | 18 maj 1889      |                              |              |
| Riksdag                                      | 15 januari 1890   | 22 maj 1890      |                              |              |
| Riksdag                                      | 15 januari 1891   | 15 maj 1891      |                              |              |
| Lagtima riksdag                              | 15 januari 1892   | 23 maj 1892      |                              |              |
| Urtima riksdag                               | 17 oktober 1892   | 28 november 1892 |                              |              |
| Riksdag                                      | 16 januari 1893   | 10 maj 1893      |                              |              |
| Riksdag                                      | 15 januari 1894   | 12 maj 1894      |                              |              |
| Riksdag                                      | 15 januari 1895   | 18 maj 1895      |                              |              |
| Riksdag                                      | 15 januari 1896   | 16 maj 1896      |                              |              |
| Riksdag                                      | 15 januari 1897   | 1 juni 1897      |                              |              |
| Riksdag                                      | 15 januari 1898   | 16 maj 1898      |                              |              |
| Riksdag                                      | 16 januari 1899   | 15 maj 1899      |                              |              |
| Riksdag                                      | 15 januari 1900   | 15 maj 1900      |                              |              |
| Riksdag                                      | 15 januari 1901   | 4 juni 1901      |                              |              |
| Riksdag                                      | 15 januari 1902   | 22 maj 1902      |                              |              |
| Riksdag                                      | 15 januari 1903   | 23 maj 1903      |                              |              |
| Riksdag                                      | 15 januari 1904   | 21 maj 1904      |                              |              |
| Lagtima riksdag                              | 16 januari 1905   | 22 maj 1905      |                              |              |
| Urtima riksdag                               | 20 juni 1905      | 2 augusti 1905   |                              |              |
| Urtima riksdag                               | 2 oktober 1905    | 18 oktober 1905  |                              |              |
| Riksdag                                      | 15 januari 1906   | 28 maj 1906      |                              |              |
| Riksdag                                      | 15 januari 1907   | 3 juni 1907      |                              |              |
| Riksdag                                      | 15 januari 1908   | 4 juni 1908      |                              |              |
| Riksdag                                      | 15 januari 1909   | 26 maj 1909      |                              |              |
| Riksdag                                      | 15 januari 1910   | 11 juni 1910     |                              |              |
| Riksdag                                      | 16 januari 1911   | 1 juni 1911      |                              |              |
| Riksdag                                      | 15 januari 1912   | 31 maj 1912      |                              |              |
| Riksdag                                      | 15 januari 1913   | 2 juni 1913      |                              |              |
| A-riksdag                                    | 15 januari 1914   | 5 mars 1914      |                              |              |
| B-riksdag                                    | 15 maj 1914       | 17 december 1914 |                              |              |
| Riksdag                                      | 15 januari 1915   | 29 maj 1915      |                              |              |
| Riksdag                                      | 15 januari 1916   | 15 juni 1916     |                              |              |
| Riksdag                                      | 15 januari 1917   | 18 juni 1917     |                              |              |
| Lagtima riksdag                              | 15 januari 1918   | 22 juni 1918     |                              |              |
| Urtima riksdag                               | 30 oktober 1918   | 23 december 1918 |                              |              |
| Lagtima riksdag                              | 10 januari 1919   | 20 juni 1919     |                              |              |
| Urtima riksdag                               | 4 augusti 1919    | 15 november 1919 |                              |              |
| Riksdag                                      | 10 januari 1920   | 22 juni 1920     |                              |              |
| Riksdag                                      | 10 januari 1921   | 21 juni 1921     |                              |              |
| Riksdag                                      | 10 januari 1922   | 10 juni 1922     |                              |              |
| Riksdag                                      | 10 januari 1923   | 9 juni 1923      |                              |              |
| Riksdag                                      | 10 januari 1924   | 14 juni 1924     |                              |              |
| Riksdag                                      | 10 januari 1925   | 10 juni 1925     |                              |              |
| Riksdag                                      | 11 januari 1926   | 10 juni 1926     |                              |              |
| Riksdag                                      | 10 januari 1927   | 13 juni 1927     |                              |              |
| Riksdag                                      | 10 januari 1928   | 8 juni 1928      |                              |              |
| Riksdag                                      | 10 januari 1929   | 10 juni 1929     |                              |              |
| Riksdag                                      | 10 januari 1930   | 14 juni 1930     |                              |              |
| Riksdag                                      | 10 januari 1931   | 8 juni 1931      |                              |              |
| Riksdag                                      | 11 januari 1932   | 20 juni 1932     |                              |              |
| Riksdag                                      | 10 januari 1933   | 30 juni 1933     |                              |              |
| Riksdag                                      | 10 januari 1934   | 21 juni 1934     |                              |              |
| Riksdag                                      | 10 januari 1935   | 18 juni 1935     |                              |              |
| Riksdag                                      | 10 januari 1936   | 27 juni 1936     |                              |              |
| Riksdag                                      | 11 januari 1937   | 15 juni 1937     |                              |              |
| Riksdag                                      | 10 januari 1938   | 16 juni 1938     |                              |              |
| Lagtima riksdag                              | 10 januari 1939   | 17 juni 1939     |                              |              |
| Urtima riksdag                               | 8 september 1939  | 9 januari 1940   |                              |              |
| Lagtima riksdag                              | 10 januari 1940   | 31 juli 1940     |                              |              |
| Urtima riksdag                               | 1 augusti 1940    | 30 december 1940 |                              |              |
| Riksdagens vårsession                        | 10 januari 1941   | 1 juli 1941      |                              |              |
| Riksdagens höstsession                       | 20 oktober 1941   | 30 december 1941 |                              |              |
| Riksdagens vårsession                        | 10 januari 1942   | 16 juli 1942     |                              |              |
| Förhandlingar efter vårsessionens avslutande | 2 november 1942   | 30 december 1942 |                              |              |
| Riksdagens vårsession                        | 11 januari 1943   | 5 juli 1943      |                              |              |
| Riksdagens höstsession                       | 18 oktober 1943   | 30 december 1943 |                              |              |
| Riksdagens vårsession                        | 10 januari 1944   | 18 juli 1944     |                              |              |
| Riksdagens höstsession                       | 30 oktober 1944   | 30 december 1944 |                              |              |
| Riksdagens vårsession                        | 10 januari 1945   | 9 juli 1945      |                              |              |
| Riksdagens höstsession                       | 22 oktober 1945   | 29 december 1945 |                              |              |
| Riksdagens vårsession                        | 10 januari 1946   | 6 juli 1946      |                              |              |
| Riksdagens höstsession                       | 10 oktober 1946   | 28 december 1946 |                              |              |
| Riksdag                                      | 10 januari 1947   | 23 juli 1947     |                              |              |
| Riksdagens vårsession                        | 10 januari 1948   | 26 juli 1948     |                              |              |
| Riksdagens höstsession                       | 18 oktober 1948   | 23 december 1948 |                              |              |
| Riksdagens vårsession                        | 10 januari 1949   | 31 maj 1949      |                              |              |
| Riksdagens höstsession                       | 17 oktober 1949   | 13 december 1949 |                              |              |
| Riksdagens vårsession                        | 10 januari 1950   | 31 maj 1950      |                              |              |
| Riksdagens höstsession                       | 17 oktober 1950   | 13 december 1950 |                              |              |
| Riksdagens vårsession                        | 10 januari 1951   | 31 maj 1951      |                              |              |
| Riksdagens höstsession                       | 6 september 1951  | 13 december 1951 |                              |              |
| Riksdagens vårsession                        | 10 januari 1952   | 30 maj 1952      |                              |              |
| Riksdagens höstsession                       | 16 oktober 1952   | 17 december 1952 |                              |              |
| Riksdagens vårsession                        | 10 januari 1953   | 29 maj 1953      |                              |              |
| Riksdagens höstsession                       | 19 oktober 1953   | 12 december 1953 |                              |              |
| Riksdagens vårsession                        | 11 januari 1954   | 29 maj 1954      |                              |              |
| Riksdagens höstsession                       | 18 oktober 1954   | 15 december 1954 |                              |              |
| Riksdagens vårsession                        | 10 januari 1955   | 27 maj 1955      |                              |              |
| Riksdagens höstsession                       | 18 oktober 1955   | 17 december 1955 |                              |              |
| Riksdagens vårsession                        | 10 januari 1956   | 31 maj 1956      |                              |              |
| Riksdagens höstsession                       | 16 oktober 1956   | 13 december 1956 |                              |              |
| Riksdagens vårsession                        | 10 januari 1957   | 31 maj 1957      |                              |              |
| Riksdagens höstsession                       | 16 oktober 1957   | 18 december 1957 |                              |              |
| A-riksdag                                    | 10 januari 1958   | 28 april 1958    |                              |              |
| B-riksdag                                    | 18 juni 1958      | 10 december 1958 |                              |              |
| Riksdagens vårsession                        | 10 januari 1959   | 30 maj 1959      |                              |              |
| Riksdagens höstsession                       | 16 oktober 1959   | 16 december 1959 |                              |              |
| Riksdagens vårsession                        | 11 januari 1960   | 28 maj 1960      |                              |              |
| Riksdagens höstsession                       | 17 oktober 1960   | 14 december 1960 |                              |              |
| Riksdagens vårsession                        | 10 januari 1961   | 30 maj 1961      |                              |              |
| Riksdagens höstsession                       | 16 oktober 1961   | 12 december 1961 |                              |              |
| Riksdagens vårsession                        | 10 januari 1962   | 29 maj 1962      |                              |              |
| Riksdagens höstsession                       | 16 oktober 1962   | 12 december 1962 |                              |              |
| Riksdagens vårsession                        | 10 januari 1963   | 30 maj 1963      |                              |              |
| Riksdagens höstsession                       | 16 oktober 1963   | 12 december 1963 |                              |              |
| Riksdagens vårsession                        | 10 januari 1964   | 29 maj 1964      |                              |              |
| Riksdagens höstsession                       | 16 oktober 1964   | 16 december 1964 |                              |              |
| Riksdagens vårsession                        | 11 januari 1965   | 28 maj 1965      |                              |              |
| Riksdagens höstsession                       | 18 oktober 1965   | 15 december 1965 |                              |              |
| Riksdagens vårsession                        | 10 januari 1966   | 27 maj 1966      |                              |              |
| Riksdagens höstsession                       | 18 oktober 1966   | 15 december 1966 |                              |              |
| Riksdagens vårsession                        | 10 januari 1967   | 31 maj 1967      |                              |              |
| Riksdagens höstsession                       | 17 oktober 1967   | 15 december 1967 |                              |              |
| Riksdagens vårsession                        | 10 januari 1968   | 31 maj 1968      |                              |              |
| Riksdagens höstsession                       | 16 oktober 1968   | 12 december 1968 |                              |              |
| Riksdagens vårsession                        | 10 januari 1969   | 30 maj 1969      |                              |              |
| Riksdagens höstsession                       | 16 oktober 1969   | 17 december 1969 |                              |              |
| Riksdagens vårsession                        | 10 januari 1970   | 29 maj 1970      |                              |              |
| Riksdagens höstsession                       | 16 oktober 1970   | 16 december 1970 |                              |              |
| Benämning                                    | Inledningsdatum   | Avslutningsdatum | Viktiga beslut och händelser | Anmärkningar |

## Enkammarriksdagen (från 1971)
Den 11 januari 1971 sammanträdde den första enkammarriksdagen. De första åren fortsatte benämningarna ”vårsession” och ”höstsession”, men från och med hösten 1975 inleddes traditionen med brutet riksdagsår. Eftersom höstsessionen brukade avslutas i december och vårsessionen inledas i januari var det så kort tid mellan dem att man lät riksdagsåret fortsätta från hösten ett år till sommaren nästa år. Från och med 1975 ändrade man också benämningen från ”riksdag” till ”riksmöte” för att skilja det från själva institutionen riksdagen.
Fram till och med 2006 löpte riksdagsåret alltså från hösten (september eller oktober) till sommaren (juni), men från och med hösten 2006 löper riksdagsåret året runt, från hösten ett år till hösten nästa år, även om riksdagsledamöterna har semesterledigt under sommaren. Eftersom riksdagsåret numera täcker hela kalenderåret är också begreppet ”urtima riksdag/riksmöte” avskaffat, då det ju inte finns något utrymme att inkalla till extra riksdag. Det urtima riksmötet 1980 blev därför det sista urtima.
| Benämning              | Inledningsdatum   | Avslutningsdatum  | Viktiga beslut och händelser | Anmärkningar |
| ---------------------- | ----------------- | ----------------- | ---------------------------- | --- |
| Riksdagens vårsession  | 11 januari 1971   | 3 juni 1971       |                              | |
| Riksdagens höstsession | 14 oktober 1971   | 17 december 1971  |                              | |
| Riksdagens vårsession  | 10 januari 1972   | 31 maj 1972       |                              | |
| Riksdagens höstsession | 17 oktober 1972   | 16 december 1972  |                              | |
| Riksdagens vårsession  | 10 januari 1973   | 6 juni 1973       |                              | |
| Riksdagens höstsession | 16 oktober 1973   | 15 december 1973  |                              | |
| Riksdagens vårsession  | 10 januari 1974   | 31 maj 1974       |                              | |
| Riksdagens höstsession | 16 oktober 1974   | 14 december 1974  |                              | |
| Riksmötets vårsession  | 10 januari 1975   | 31 maj 1975       |                              | |
| Riksmöte               | 15 oktober 1975   | 4 juli 1976       |                              | |
| Riksmöte               | 4 oktober 1976    | 4 juni 1977       |                              | |
| Riksmöte               | 4 oktober 1977    | 3 juni 1978       |                              | |
| Riksmöte               | 3 oktober 1978    | 9 juni 1979       |                              | |
| Riksmöte               | 1 oktober 1979    | 11 juni 1980      |                              | |
| Urtima riksmöte        | 25 augusti 1980   | 6 september 1980  |                              | Det sista urtima riksmötet. Eftersom inget nytt urtima möte sammankallades före 2006 och riksmötet sedan dess pågår året runt kan det numera inte bli något urtima möte, då det lagtima pågår hela tiden. |
| Riksmöte               | 7 oktober 1980    | 10 juni 1981      |                              | |
| Riksmöte               | 6 oktober 1981    | 12 juni 1982      |                              | |
| Riksmöte               | 4 oktober 1982    | 3 juni 1983       |                              | |
| Riksmöte               | 4 oktober 1983    | 8 juni 1984       |                              | |
| Riksmöte               | 2 oktober 1984    | 11 juni 1985      |                              | |
| Riksmöte               | 30 september 1985 | 6 juni 1986       |                              | |
| Riksmöte               | 7 oktober 1986    | 5 juni 1987       |                              | |
| Riksmöte               | 6 oktober 1987    | 10 juni 1988      |                              | |
| Riksmöte               | 3 oktober 1988    | 8 juni 1989       |                              | |
| Riksmöte               | 3 oktober 1989    | 13 juni 1990      |                              | |
| Riksmöte               | 2 oktober 1990    | 14 juni 1991      |                              | |
| Riksmöte               | 30 september 1991 | 10 juni 1992      |                              | |
| Riksmöte               | 6 oktober 1992    | 10 juni 1993      |                              | |
| Riksmöte               | 5 oktober 1993    | 11 juni 1994      |                              | |
| Riksmöte               | 3 oktober 1994    | 15 juni 1995      |                              | |
| Riksmöte               | 3 oktober 1995    | 12 juni 1996      |                              | |
| Riksmöte               | 17 september 1996 | 12 juni 1997      |                              | |
| Riksmöte               | 16 september 1997 | 10 juni 1998      |                              | |
| Riksmöte               | 5 oktober 1998    | 16 juni 1999      |                              | |
| Riksmöte               | 14 september 1999 | 15 juni 2000      |                              | |
| Riksmöte               | 19 september 2000 | 14 juni 2001      |                              | |
| Riksmöte               | 18 september 2001 | 14 juni 2002      |                              | |
| Riksmöte               | 30 september 2002 | 13 juni 2003      |                              | |
| Riksmöte               | 16 september 2003 | 19 juni 2004      |                              | |
| Riksmöte               | 14 september 2004 | 18 juni 2005      |                              | |
| Riksmöte               | 13 september 2005 | 17 juni 2006      |                              | |
| Riksmöte               | 2 oktober 2006    | 18 september 2007 |                              | |
| Riksmöte               | 18 september 2007 | 16 oktober 2008   |                              | |
| Riksmöte               | 16 oktober 2008   | 15 september 2009 |                              | |
| Riksmöte               | 15 september 2009 | 4 oktober 2010    |                              | |
| Riksmöte               | 4 oktober 2010    | 15 september 2011 |                              | |
| Riksmöte               | 15 september 2011 | 18 september 2012 |                              | |
| Riksmöte               | 18 september 2012 | 17 september 2013 |                              | |
| Riksmöte               | 17 september 2013 | 29 september 2014 |                              | |
| Riksmöte               | 29 september 2014 | 15 september 2015 |                              | |
| Riksmöte               | 15 september 2015 | 13 september 2016 |                              | |
| Riksmöte               | 13 september 2016 | 12 september 2017 |                              | |
| Riksmöte               | 12 september 2017 | 24 september 2018 |                              | |
| Riksmöte               | 24 september 2018 | 10 september 2019 |                              | |
| Riksmöte               | 10 september 2019 | 8 september 2020  |                              | |
| Riksmöte               | 8 september 2020  | 14 september 2021 |                              | |
| Riksmöte               | 14 september 2021 | 26 september 2022 |                              | |
| Riksmöte               | 26 september 2022 | 12 september 2023 |                              | |
| Riksmöte               | 12 september 2023 | 10 september 2024 |                              | |
| Riksmöte               | 10 september 2024 | September 2025    |                              | |
| Benämning              | Inledningsdatum   | Avslutningsdatum  | Viktiga beslut och händelser | Anmärkningar |